# Кинглек, Александер Уильям
Александер Уильям Кинглек (англ. Alexander William Kinglake; 1809—1891) — английский депутат, военный историк, писатель и путешественник.

## Биография
Александер Уильям Кинглек родился 5 августа 1809 года в Тонтоне. Получил образование в Итонском колледже и в Тринити-колледже Кембриджского университета. В студенческие годы познакомился с Альфредом Теннисоном и Уильямом Мейкписом Теккереем и впоследствии это знакомство переросло в дружбу.

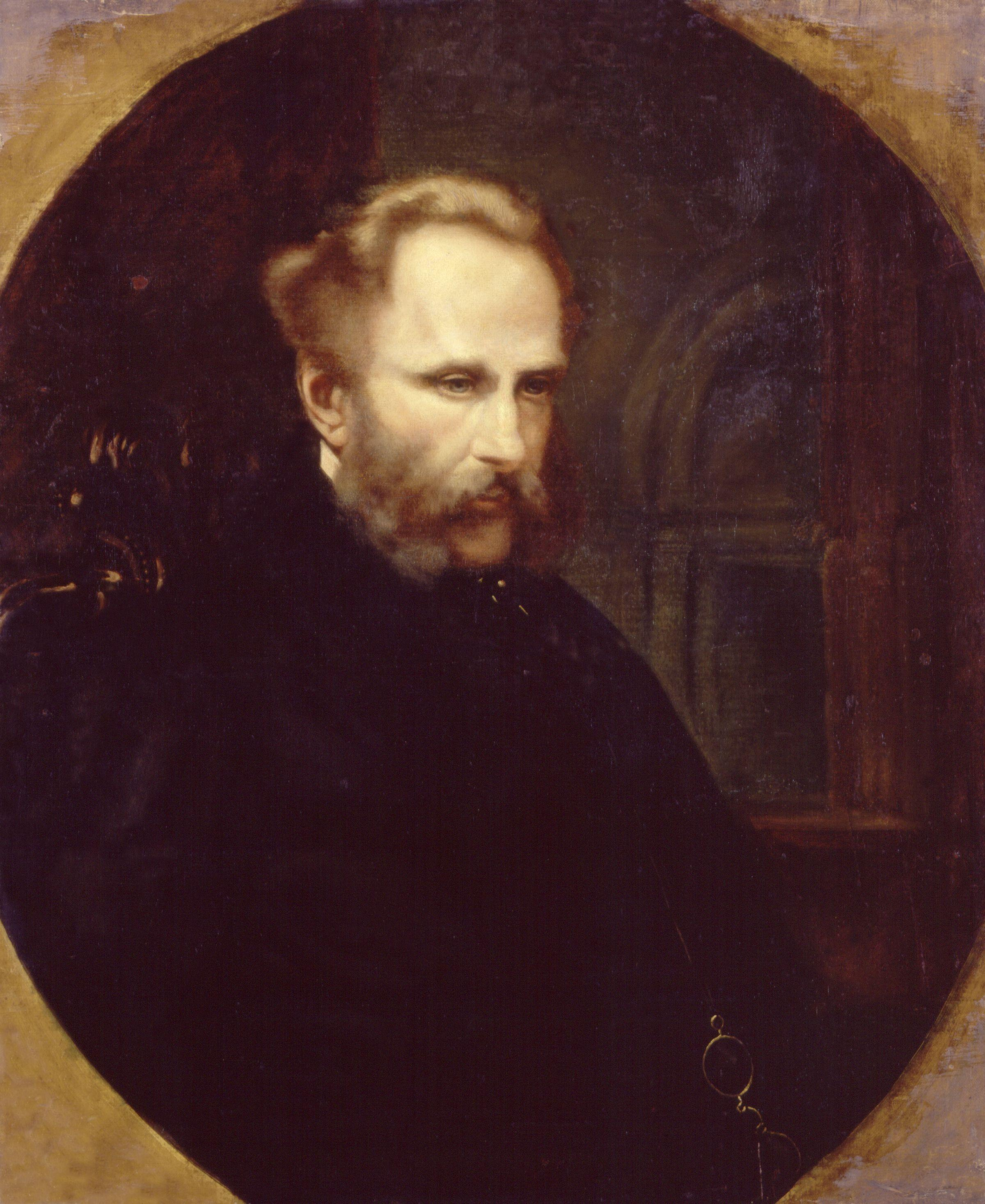
А. У. Кинглек

Его первое произведение: «Eothen» (Лондон, 1844 и чаще) — описание путешествия по Востоку — обратило на себя внимание своей оригинальностью и блестящим стилем. Страсть к приключениям заставила Кинглека присоединиться к экспедиции французского генерала Сент-Арно в Алжире, а в 1854 году — принять участие в крымской кампании.
В 1857 году Кинглек был избран в Палату общин Великобритании, где примкнул к партии вигов, но в то же время энергично выступал против иностранной политики Пальмерстона, стремившейся к теснейшему союзу с Францией. В 1868 году Александер Уильям Кинглек лишился своих депутатских полномочий и с тех пор всецело посвятил себя завершению своего монументального труда по истории крымской кампании («Invasion of the Crimea», Лондон 1863—1887), при составлении которого воспользовался и личными сообщениями генерала Тотлебена. 
Во Франции труд Кинглека обратил на себя большое внимание и цензурой Второй империи был запрещен. Главную причину Крымской войны он видит в ненормальном положении Франции, созданном переворотом 2 декабря 1851 года: лидеру Франции Наполеону III необходим был блеск внешних побед, которые, приковав к чему армию, упрочили бы его шаткий престол. Все неудачи союзников А. У. Кинглек ставит в вину французам; к русским он относится весьма радушно.

## Переводы
На русском языке отрывок из труда Кинглека приведен в книге «Париж и Провинция 2 декабря 1851 г. Исторические этюды Е. Тено. Рассказ о перевороте 2 декабря А. Кинглека» (СПб., 1869).